# Теруюки Окадзаки
Теруюки Окадзаки (на английски: Teruyuki Okazaki) е японски каратист.
Роден е на 22 юни 1931 в префектура Фукуока, Япония. Той е втори син в самурайска фамилия. През 1948 е приет в университета „Такушоку“, в който има секции по карате, джудо, кендо и айкидо.
Започва да посещава курсовете по карате, но семейството му отначало забранява това, тъй като дете и младеж е много буен. Все пак, благодарение на застъпничеството на баба му (за която Оказаки казва, че е „истински самурай“), тренировките по карате продължават. Успоредно с тях известно време играе айкидо, но принципите на това изкуство изисксват съвсем други качества и Оказаки остава само с карате под ръководството на Гичин Фунакоши и главно на Масатоши Накаяма. Завършва обучението си през 1953 г. и остава в Токио, за да продължи заниманията си по карате.
Става преподавател в университета. Той е сред първите, преминали специалната Инструкторска програма на Японската асоциация по карате (ЯКА). След завършване на курса е избран и за треньор в ЯКА през 1955 г.
Когато ЯКА започва да изпраща инструктори по света, Оказаки заминава за САЩ през 1961 г. В Филаделфия, щата Пенсилвания основава първата група за карате. Година след това създава East Coast Karate Association, която от е член на All America Karate Federation, ръководена от Нишияма. През 1965 г., когато Ошима създава своята SKA, някои от носителите на черни пояси на Оказаки напускат AAKF, за да се влеят в организацията на Ошима.
Няколко години след това (1977) Окадзаки се разделя с AAKF, като създава International Shotokan Karate Federation (ISKF), на която е председател и шеф-инстуктор, 9 дан. В същата организация са още Такаюки Миками (8 дан) и Ютака Ягучи (8 дан). ISKF е с над 200 клуба и 50 000 членове.
Написал е книгата „Textbook of Modern Karate“.